# بعثة الأمم المتحدة المتقدمة في كمبوديا
بعثة الأمم المتحدة المتقدمة في كمبوديا (UNAMIC) كانت إحدى بعثات حفظ السلام التابعة للأمم المتحدة، بناءً على قرار مجلس الأمن التابع للأمم المتحدة رقم 717 بتاريخ 16 أكتوبر 1991 إلى مارس 1992 استعدادًا لسلطة الأمم المتحدة الانتقالية في كمبوديا.
في 24 يونيو 1991، وقعت جميع الأطراف الكمبودية في الحرب الأهلية، بما في ذلك حزب الخمير الحمر، هدنة تفاوضية بوساطة الأمم المتحدة. وكان رئيس الحكومة الانتقالية «المجلس الوطني الأعلى» نورودوم سيهانوك. في عام 1992، رفض حزب الخمير الحمر السماح بنزع أسلحتهم تحت إشراف الأمم المتحدة بموجب اتفاقية باريس للسلام لعام 1973. فاندلعت الحرب الأهلية مرة أخرى.
كان مقر البعثة في بنوم بنه. وكان أعلى ضابط هو أ. أتول كريم كبير من بنغلادش وقائد قيادة القوات المسلحة العميد ميشيل لوريدون من فرنسا. كان موظفو البعثة من الجزائر والأرجنتين وأستراليا وبلجيكا وجمهورية ألمانيا الاتحادية والصين وفرنسا وغانا والمملكة المتحدة والهند وإندونيسيا وأيرلندا وكندا وماليزيا ونيوزيلندا والنمسا وباكستان وبولندا وروسيا (حتى 24 ديسمبر 1991 الاتحاد السوفيتي) والسنغال وتايلاند وتونس وأوروغواي والولايات المتحدة. خلال البعثة تم نشر ما مجموعه 15900 جندي و 3600 ضابط شرطة، بما في ذلك العديد من وحدات إزالة الألغام. كلفت بعثة الأمم المتحدة أكثر من 1.5 مليار دولار.
تعتبر مهمة سلطة الأمم المتحدة الانتقالية في كمبوديا، التي شاركت فيها جمهورية ألمانيا الاتحادية أيضًا بجنود من الخدمات الطبية في الجيش الألماني، أول تعاون رسمي بين الخدمات الطبية في الجيش الألماني مع الأمم المتحدة. لقد أثرت الخبرة المكتسبة هنا بشكل كبير على تطور الخدمة الطبية في الجيش الألماني.